# Ölme härad
Ölme härad var ett härad i sydöstra Värmlands län inom nuvarande Kristinehamns kommun.  Arealen omfattade drygt 391 km². Tingsstället var från 1690-talet Rudsberg för att omkring 1800 flytta till Kristinehamns stad. 

## Namnet
Namnet Ölme skrevs ursprungligen Ølmehæredh, men betecknade då snarare Ölme socken, och tros vara kopplat till namnet på ån Ölman, således bygden vid Ölman. Ånamnet är dialektalt och kommer från ul i betydelsen härsken och illaluktande, vilket då snarast skulle syfta på konsistensen på vattnet.

## Häradssigill
Häradssigillet innehöll bilden av en borg och texten "SAX HOLM" och omskriften "ÖLME HÄRADT". Saxholmens borg var en borganläggning på ön Saxen i Vänern.

## Geografi
Häradet var beläget vid Vänerns norra strand kring  Kristinehamns stad.

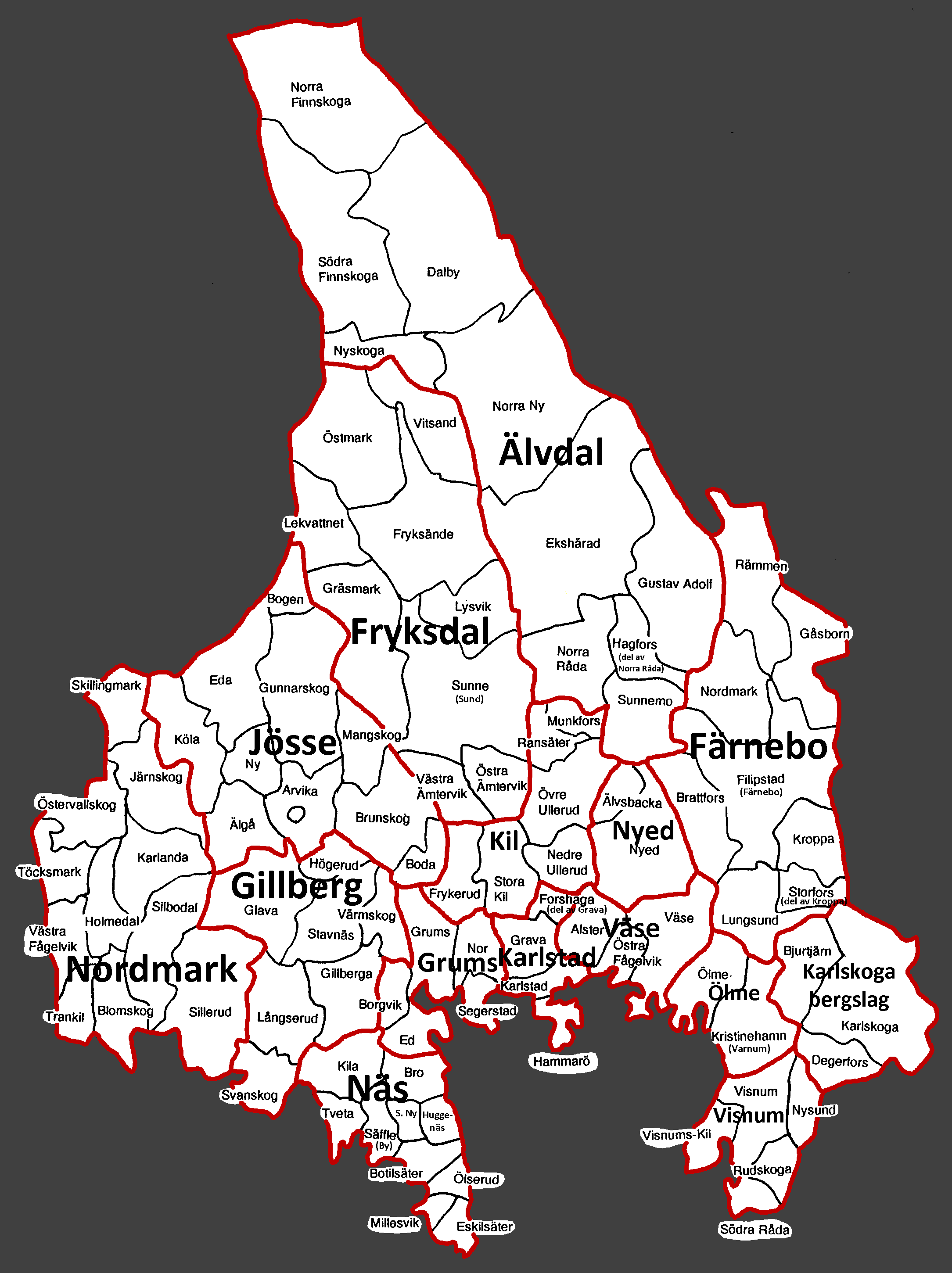
Värmlands härader.

### Socknar
Ölme härad omfattade två socknar.
- Ölme
- Varnum uppgick 1952 i Kristinehamns stad

Kristinehamns stad hade egen jurisdiktion med en rådhusrätt vilken 1971 uppgick i Kristinehamns tingsrätt.

## Historik
Häradet var historiskt sett en del av Väse härad.

## Län, fögderier, domsagor, tingslag och tingsrätter
Häradet har från 1779 hört till Värmlands län, innan dess Närkes och Värmlands län. Före 1835 tillhörde en del av Rudskoga socken Örebro län.
Häradets socknar hörde till följande fögderier:
- 1682–1951 Östersysslets fögderi
- 1952–1966 Karlstads fögderi
- 1967–1990 Kristinehamns fögderi

Häradets socknar tillhörde följande domsagor, tingslag och tingsrätter:
- 1680–1876 Ölme tingslag inom
  - 1680–1755 Karlskoga, Visnums, Ölme, Väse, Kils, Fryksdals nedre, Fryksdals övre, Älvdals nedre och Älvdals övre häraders domsaga
  - 1756–1829 Karlskoga, Ölme, Visnums, Väse och Färnebo häraders domsaga kallad Östersysslets domsaga
  - 1830–1864 Ölme, Visnums, Väse, Färnebo och Nyeds häraders domsaga kallad Östersysslets domsaga
  - 1865–1876 Östersysslets domsaga (Färnebo, Ölme, Visnums och Väse härader)
- 1877–1947 Ölme, Visnum och Väse tingslag i Östersysslets domsaga
- 1948–1970 Östersysslets tingslag i Östersysslets domsaga

- 1971–2005 Kristinehamns tingsrätt och dess domsaga
- 2005– Värmlands tingsrätt och dess domsaga

### Webbkällor
- Ölme häradssigill på Wermlandsheraldik.se, 2009-02-25, kl. 13:34
- Nationella arkivdatabasen för uppgifter om fögderier, domsagor, tingslag och tingsrätter